# Leichtathletik-Europameisterschaften 1998/1500 m der Frauen

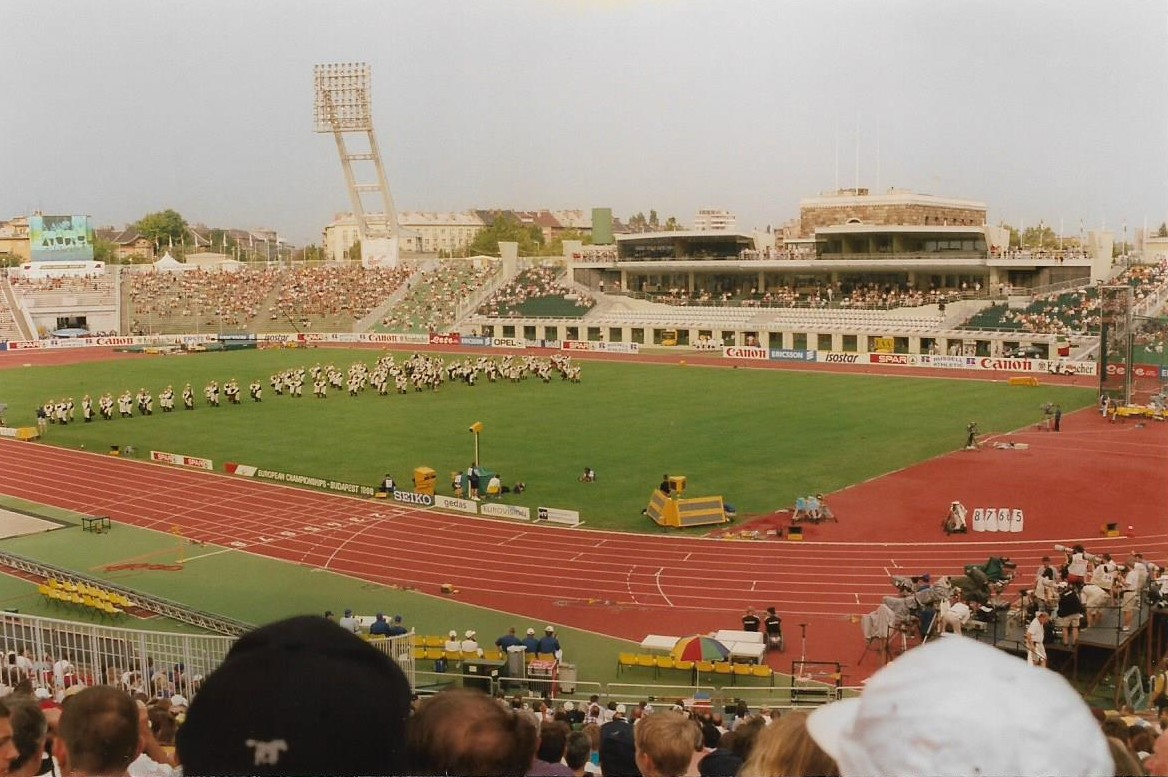
Das Népstadion von Budapest im Jahr 1998

Der 1500-Meter-Lauf der Frauen bei den Leichtathletik-Europameisterschaften 1998 wurde am 21. und 23. August 1998 im Népstadion der ungarischen Hauptstadt Budapest ausgetragen.
Europameisterin wurde die russische Olympiasiegerin von 1996 Swetlana Masterkowa. Den zweiten Platz belegte die portugiesische Weltmeisterin von 1997 und WM-Dritte von 1995 Carla Sacramento. Bronze ging an die WM-Dritte von 1997 Anita Weyermann aus der Schweiz.

## Bestehende Rekorde
| Weltrekord           | 3:50,46 min | Qu Yunxia         | Peking, Volksrepublik China | 11. September 1993 |
| Europarekord         | 3:52,47 min | Tatjana Kasankina | Zürich, Schweiz             | 13. August 1980    |
| Meisterschaftsrekord | 3:57,80 min | Olga Dwirna       | EM Athen, Griechenland      | 11. September 1982 |

Die drei Rennen hier in Budapest wurden in mäßigem Tempo mit Ausrichtung auf das Finish gelaufen. So wurde der bestehende EM-Rekord nicht erreicht. Die schnellste Zeit erzielte die später im Finale zehntplatzierte Rumänin Elena Buhaianu im ersten Vorlauf mit 4:08,11 min, womit sie 10,31 s über dem Rekord blieb. Zum Europarekord fehlten ihr 15,64 s, zum Weltrekord 17,65 s.

## Legende
| DNS | nicht am Start (did not start) |

## Vorrunde
21. August 1998
Die Vorrunde wurde in zwei Läufen durchgeführt. Die ersten vier Athletinnen pro Lauf – hellblau unterlegt – sowie die darüber hinaus vier zeitschnellsten Läuferinnen – hellgrün unterlegt – qualifizierten sich für das Finale.

### Vorlauf 1
| Platz | Name                    | Nation      | Zeit (min) |
| ----- | ----------------------- | ----------- | ---------- |
| 1     | Elena Buhaianu          | Rumänien    | 4:08,11    |
| 2     | Carla Sacramento        | Portugal    | 4:08,33    |
| 3     | Anita Weyermann         | Schweiz     | 4:08,34    |
| 4     | Lidia Chojecka          | Polen       | 4:08,54    |
| 5     | Judit Varga             | Ungarn      | 4:08,83    |
| 6     | Maite Zúñiga            | Spanien     | 4:08,93    |
| 7     | Olga Koryagina          | Ukraine     | 4:09,81    |
| 8     | Luminita Zaituc         | Deutschland | 4:10,08    |
| 9     | Patricia Djaté-Taillard | Frankreich  | 4:17,29    |
| DNS   | Malin Ewerlöf           | Schweden    |            |

### Vorlauf 2
| Platz | Name                | Nation     | Zeit (min) |
| ----- | ------------------- | ---------- | ---------- |
| 1     | Swetlana Masterkowa | Russland   | 4:08,62    |
| 2     | Violeta Szekely     | Rumänien   | 4:08,88    |
| 3     | Anna Jakubczak      | Polen      | 4:09,36    |
| 4     | Andrea Šuldesová    | Tschechien | 4:09,54    |
| 5     | Sinead Delahunty    | Irland     | 4:09,62    |
| 6     | Olena Gorodnicheva  | Ukraine    | 4:10,21    |
| 7     | Olga Neljubowa      | Russland   | 4:11,79    |
| 8     | Brigitta Tusai      | Ungarn     | 4:12,11    |
| 9     | Frédérique Quentin  | Frankreich | 4:17,00    |

## Finale

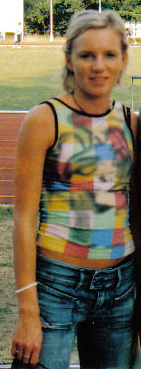
Lidia Chojecka belegte Rang sechs

23. August 1998
| Platz | Name                | Nation     | Zeit (min) |
| ----- | ------------------- | ---------- | ---------- |
| 1     | Swetlana Masterkowa | Russland   | 4:11,91    |
| 2     | Carla Sacramento    | Portugal   | 4:12,62    |
| 3     | Anita Weyermann     | Schweiz    | 4:13,06    |
| 4     | Anna Jakubczak      | Polen      | 4:13,33    |
| 5     | Violeta Szekely     | Rumänien   | 4:14,66    |
| 6     | Lidia Chojecka      | Polen      | 4:15,00    |
| 7     | Andrea Šuldesová    | Tschechien | 4:15,04    |
| 8     | Maite Zúñiga        | Spanien    | 4:15,10    |
| 9     | Sinead Delahunty    | Irland     | 4:15,38    |
| 10    | Elena Buhaianu      | Rumänien   | 4:15,48    |
| 11    | Olga Koryagina      | Ukraine    | 4:15,73    |
| 12    | Judit Varga         | Ungarn     | 4:18,25    |

## Videolinks
- Women's 1500m Final European Champs Budapest August 1998, youtube.com, abgerufen am 10. Januar 2023
- Women's 1500m Final European Champs Budapest 1998, youtube.com, abgerufen am 10. Januar 2023